# Pietro Lacava
Pietro Lacava (Corleto Perticara, 26 ottobre 1835 – Roma, 26 dicembre 1912) è stato un politico italiano.

## Biografia
Figlio di Domenico Giuseppe e Brigida Francolino, fu studente a Napoli e Latronico, dove frequentò i corsi di giurisprudenza dell'Arcieri. In questo ambito accademico conobbe ed ebbe rapporti con Giacinto Albini, con cui era legato da vincoli di parentela, e, nonostante la dichiarata fede borbonica della sua famiglia, divenne uno dei più attivi esponenti del movimento liberale.
Sposò Giulia Fittipaldi, di Anzi.
Nel 1857 fu, con Giuseppe Albini e Giuseppe Lazzaro, fra i fondatori del Comitato dell'ordine, che aveva come programma l'unità italiana sotto la monarchia sabauda. In veste di segretario del Comitato, organizzò l'importante dimostrazione degli studenti universitari del 6 aprile 1860 che si tenne a Napoli in largo di S. Francesco da Paola (oggi piazza del Plebiscito). A tale manifestazione parteciparono molti giovani lucani, fra cui il fratello di Pietro, Michele Lacava, Aurelio Casale di Spinoso, Graziano e Gerardo Marinelli di Abriola, Michele Del Monte di Moliterno.
Il 21 giugno 1860 fece parte del Comitato Centrale Lucano di Corleto Perticara e il 19 agosto, in seguito alla insurrezione della Basilicata, fu nominato segretario del Governo Protodittatoriale Lucano.
Divenuto vice-governatore a Lagonegro, represse le manifestazioni legittimiste dell'ottobre del 1860. Nell'aprile del 1861, in seguito alla repressione dei moti legittimisti scoppiati nel Melfese, sostituì Decio Lordi dalla carica di Intendente. Fu studioso economista, per molti anni fu presidente del Consiglio Provinciale della Basilicata. Partecipò alla discussione parlamentare della legge speciale sulla Basilicata.
Successivamente, divenne viceprefetto di Rossano. Dopo essere stato viceprefetto anche a Pavia, nel 1867 divenne questore di Napoli, carica dalla quale fu destituito per l'accusa di aver appoggiato il movimento garibaldino.
Nel 1868 fu eletto deputato parlamentare per il collegio di Corleto Perticara, che rappresentò per 14 legislature.
Massone, nel 1869 fu membro del Grande Oriente d'Italia all'Assemblea costituente di Firenze e nel 1871 a quella di Roma, nel 1872 fu rappresentante presso il Grande Oriente della Loggia "Emanuele De Deo" di Bari, negli anni ottanta fu affiliato alla Loggia "Propaganda Massonica" di Roma, nel 1896 fu tra i consiglieri delegati del Supremo Consiglio del Rito scozzese antico ed accettato presso il Grande Oriente d'Italia.
Nel 1876 fu chiamato a ricoprire la carica di segretario del Ministero dell'interno. Nel 1880 fece parte della commissione per lo studio della riforma elettorale.
Schieratosi con Francesco Crispi, il 10 marzo 1889 divenne ministro delle poste e dei telegrafi.
Fu poi ministro dell'agricoltura, dell'industria e del commercio dal 1892 al 1893 per il governo Giolitti I e ministro dei lavori pubblici per il governo Pelloux II dal 1898 al 1900. Dopo essere stato vicepresidente della Camera dei deputati dal 1905 al 1907, divenne ministro delle finanze nel governo Giolitti III dal 1907 al 1909.
Fece parte della commissione per esaminare il trattato di Losanna per i rapporti con la Turchia.